# Platyptilia
Genre
Platyptilia est un genre d'insectes de l'ordre des lépidoptères (papillons), de la famille des Pterophoridae.

## Liste d'espèces
Selon BioLib (9 mars 2015) :
- Platyptilia calodactyla (Denis & Schiffermüller, 1775)
- Platyptilia celidotus (Meyrick, 1885)
- Platyptilia diversicilia Filipjev, 1931
- Platyptilia farfarellus Zeller, 1867
- Platyptilia gonodactyla (Denis & Schiffermüller, 1775)
- Platyptilia iberica Rebel, 1935
- Platyptilia isodactylus (Zeller, 1852)
- Platyptilia nemoralis Zeller, 1841
- Platyptilia omissalis Fletcher, 1926
- Platyptilia tesseradactyla (Linnaeus, 1761)

## Espèces européennes
Selon Fauna Europaea (20 janvier 2022) :
- Platyptilia calodactyla
- Platyptilia farfarellus
- Platyptilia gonodactyla
- Platyptilia iberica
- Platyptilia isodactylus
- Platyptilia nemoralis
- Platyptilia tesseradactyla